# 小山田一閑
小山田 一閑（おやまだ いっかん、生年不詳 - 元禄15年12月18日（1703年2月3日））は、江戸時代前期の武士。赤穂藩浅野氏の家臣。隠居前の通称は喜内（きない）もしくは十兵衛（じゅうべえ）。子に小山田庄左衛門などがいる。

## 生涯
赤穂藩に江戸詰め100石の藩士として仕えた。
その後、隠居して子の庄左衛門に家督を譲り、一閑と号し、その後は娘婿にあたる松山八右衛門（旗本大久保忠庸の家臣）宅に身を寄せた。
元禄14年（1701年）3月14日に浅野長矩の吉良義央への殿中刃傷が発生し赤穂藩が改易となると、一閑は隠居の身のうえ高齢なため、大石良雄の盟約に参加できず、庄左衛門が代わりに盟約に加わり吉良邸討ち入りに望みを託した。しかし、元禄15年（1702年）12月15日の吉良邸討ち入り後、一閑は義士の中に息子の名を探したが見当たらず、調べてみると庄左衛門は脱盟し逃亡した上、同志の片岡高房から金銭を盗んでいたことが発覚した。これに絶望した一閑は同年12月18日に切腹して死去した。

## 創作
講談『小山田庄左衛門』では、小山田喜内は大石良雄を長年「豆狸」などと呼び馬鹿にしていた。隠居して娘の嫁ぎ先で養生していたが、赤穂義士が吉良邸に討ち入ったという噂を耳にする。倅の庄左衛門も加わったに違いないと思い、泉岳寺まで出かけていく。ところが、義士の中に息子の姿が見当たらない。
倅は討ち死にしたのかと問うと、小山田庄左衛門は300両の金を懐に入れ逐電してしまった、彼は不忠者だと義士たちはなじる。これを聞いて愕然とした喜内は膝をつき号泣する。大石たちに追い払われた喜内は娘の嫁ぎ先に戻り、立てた刀（もしくは槍）の刃に喉をぶつけ自ら命を絶ってしまう。